# Bonndorf im Schwarzwald
Bonndorf im Schwarzwald – miasto w Niemczech, w kraju związkowym Badenia-Wirtembergia, w rejencji Fryburg, w regionie Hochrhein-Bodensee, w powiecie Waldshut, siedziba wspólnoty administracyjnej Bonndorf im Schwarzwald. Leży w Schwarzwaldzie, ok. 12 km na północny zachód od granicy ze Szwajcarią i ok. 15 km od Titisee-Neustadt, przy drodze krajowej B315.